# Panini Grupa
Panini Grupa talijanska je tvrtka sa sjedištem u Modeni, nazvana po braći Panini koji su je osnovali 1961. godine. 
Proizvodi knjige, stripove, časopise, naljepnice, sličice i druge predmete kroz svoje kolekcionarske i izdavačke podružnice. Distribuira vlastite proizvode i proizvode trećih strana. Ima odjel licenciranja za kupnju i preprodaju licenci i pružanje agencija za pojedince i novine koji žele kupiti prava i licence za stripove. Preko svoje podružnice, tvrtka koristi glasovno aktivirani softver za snimanje nogometnih statistika, koje se zatim prodaju agentima, timovima, medijskim kućama i proizvođačima videoigara. „New Media” upravlja internetskim aplikacijama tvrtke i ostvaruje prihod od prodaje sadržaja i podataka.
Udruživši se s FIFA-om 1970. godine, Panini je izdao svoj prvi album sličica za Svjetsko nogometno prvenstvo 1970. godine. Od tada je skupljanje i dijeljenje sličica postalo dio iskustva Svjetskoga nogometnoga prvenstva, posebno za mlađe generacije. Godine 2017. album sličica sa Svjetskog prvenstva 1970. s potpisom Peléa prodan je za rekordnih 10.450 funti.
Do 2015. Panini je proizvodio sličice za UEFA Ligu prvaka. Od 2019. ima licencirana prava na međunarodna nogometna natjecanja kao što su FIFA Svjetsko nogometno prvenstvo, UEFA Liga nacija i Copa America, kao i domaće lige uključujući englesku Premier League (od sezone 2019./'20.), španjolsku La Ligu,  talijansku Serie A i argentinsku prvu ligu. 
Od prosinca 2023. godine postoji i album sličica s Hrvatskom nogometnom ligom.

## Panini sličice
- Johan Cruyff 1978.
- Diego Maradona 1979.
- Michel Platini 1987.